# 柏家村 (章丘市)
柏家村，中华人民共和国山东省济南市章丘市高官寨镇所辖的一个行政村。全行政村人口168户、659人。耕地面积1437亩。行政区划代码370181114215。